# John Bernard Burke
John Bernard Burke  (London, 1814. január 5. - Dublin, 1892. december 12.) angol geneológus és heraldikus.

## Életrajza
Sír John Bernard Burke Londonban, 1814. január 5-én született. Normandiában a caeni kollégiumban nevelkedett. 1839-ben ügyvéddé lett a Middle Templeban. Apja, John Burke (1787-1848) szintén geneaológus volt, aki 1826-ban először állított elő genealógiai és heraldikai szótárat a főnemességről az Egyesült Királyságban, és melyet 1847-től kezdve évente kiadtak. John Bernard Burke gyakorló ügyvédként segítette apját genealógiai munkájában, majd annak halála után átvette, illetve folytatta annak munkáját.
1853-ban az ulsteri king of arms méltósággal, 1854-ben pedig a dublini egyetem részéről tudori diszoklevéllel tisztelték meg, majd 1868-ban a Bath-rend lovagja lett.
78 évesen, 1892. december 12-én Dublinban érte a halál.

## Fő művei
- Encyclopaedia of heraldy or general armoury (1844)
- The historic lands of England (1848-1849)
- Anecdotes of the aristocracy (1850, 2 köt.)
- The heraldic register (1849-.1850)
- A visitation of the seats and arms of the noblemen and gentlemen of Great-Britain (1852-1854, 4 köt.)
- The romance of the aristocracy or anecdotes and records of distinguished families (1855)
- A genealogical and heraldic dictionary of the landed gentry of Great-Britain and Ireland (1871)
- The book of the orders ofknighthood and decorations of honour all nations (1858)
- Vicissitudes of families and other essays; A selection of arms (1860)
- Dormant, abeyant and extinct peerages of the British empire (1866)
- The rise of great families (1873)
- Előbb atyjával, annak halála után pedig (1848-tól) egymaga adta ki a Peerage and Baronetage of the British empire (1893, 55. kiadás) című almanachot mely a történészre és jogtudósra nézve úgyszólván nélkülözhetetlen művé vált.